# تخضير الصحراء
| صنف فرعي من        | ترميم بيئي                                                 |
| المكان             | صحراء                                                      |
| له تأثير           | عزل الكربون                                                |
| المكتشف أو المخترع | Seiei Tōyama                                               |
| له هدف             | تنوع حيوي، ‏زراعة مستدامة، ‏حراجة                            |
| العنصر النموذجي    | السور الأخضر العظيم (الصين)، ‏السور الأخضر العظيم (إفريقيا) |
| النقيض             | تصحر                                                       |

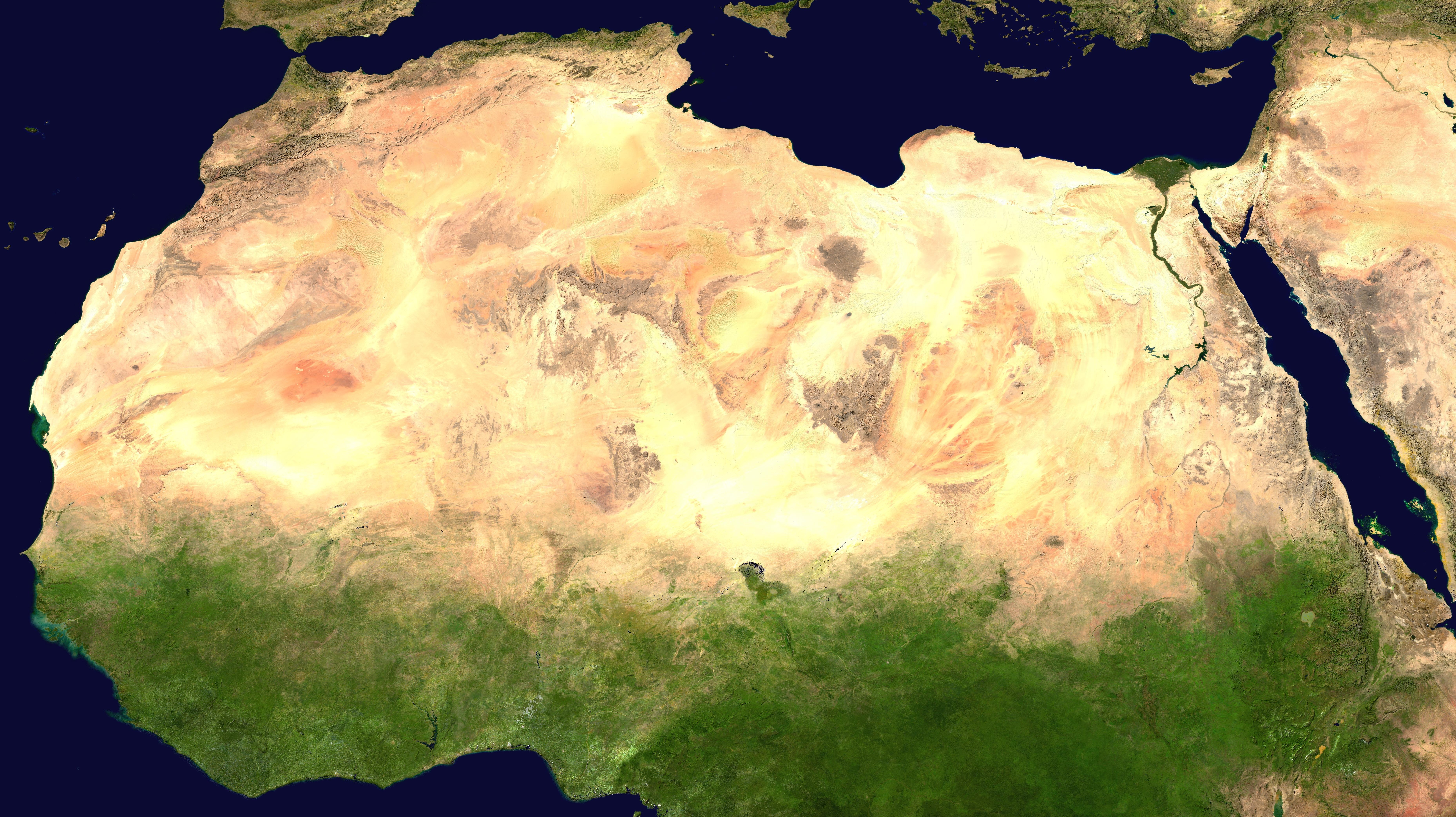

تخضير الصحراء بالإنجليزية Desert greening مجموعة من الأساليب الزراعية الحديثة تستخدم لتنشيط الدورة الطبيعية في الصحراء وبوسائل طبيعية أو وسائل تقنية حديثة ، كما أنها تستخدم في الأراضي الصحراوية الحارة الشبه قاحلة والقاحلة ولا تستخدم في مايعرف بالأراضي الجليدية الشديدة البرودة.
انشئت سنة 2005 من طرف مغترب جزائري في ألمانيا. تسعى هاته المظمة الخيرية لتخضير الصحراء وخصوصا الجزائرية باستعمال طرق وتقنيات بسيطة تعم بالمنفعة على الفرد والمجتمع.

## المياه
يتوقف تخضير الصحراء بصورة أو بأخرى على توافر المياه. فإذا توفرت مياه كافية للري، يمكن تخضير أي صحراء ساخنة، أو باردة، أو رملية أو صخرية. يمكن توفير المياه عن طريق تخزين أو إعادة استخدام أو تجميع مياه الأمطار، أو تحلية المياه، أو الاستخدام المباشر لمياه البحر للنباتات المحبة للملوحة. تملك هذه الطرق المختلفة خصائص فريدة، إذ يشكل حفظ المياه حلًا رخيصًا. وتعد إعادة استخدام المياه المعالجة وإغلاق الدورات الطريقة الأكثر كفاءة، إذ توفر الدورات المغلقة إمدادات غير محدودة ومستدامة؛ وتعد إدارة مياه الأمطار حلًا لامركزيًا وقابل للتطبيق في المناطق الداخلية؛ بينما تعتبر تحلية المياه آمنة للغاية شريطة توافر الطاقة الأولية لتشغيل محطة تحلية المياه؛ ويعد الاستخدام المباشر لمياه البحر للزراعة بمياه البحر الطريقة الأكثر فعالية، إذ يقتصر فقط على الحاجة إلى ضخ المياه من مستوى سطح البحر.
يستخدم مشروع غابة الصحراء طريقة جديدة لتحلية المياه. يستخدم هذا المشروع مقطرات شمسية لتوليد المياه العذبة. يعد استمطار السحب تقنية جديدة أخرى، تتم إما بوسائل اصطناعية أو عن طريق تأثير بكتيريا الاستمطار السحابي التي تعيش على الغطاء النباتي (مثل سيدوموناس سيرنجي). تعتمد تقنية «توليد المياه من الغلاف الجوي» أو تحويل الهواء إلى الماء، على تجفيف الرطوبة ويستخدمها الجيش لتوفير مياه الشرب. ولكن تستخدم هذه التقنية طاقة أكثر بـ200 مرة من تحلية المياه، ما يجعلها غير مناسبة لتخضير الصحراء على نطاق واسع.

## توزيع المياه
يجب توزيع المياه العذبة أو مياه البحر بعد جمعها في الأنظمة المركزية. يمكن القيام بذلك باستخدام القنوات المحفورة أو القنوات المقنطرة في بعض الحالات (تعد الخيار الأقل جاذبية لأنها تسمح بتبخير الكثير من الماء)، أو الأحواض (كما هو مستخدم في مشروع كيتا)، أو الأنابيب الفخارية (شبه المفتوحة أو المغلقة) أو حتى أنظمة تحت الأرض مثل القنوات.
يمكن بعد ذلك توفيرها للنباتات بطرق مختلفة، اعتمادًا على طريقة توزيع المياه. يعد الري بالتنقيط (يستخدم الأنابيب فقط) حلًا مكلفًا. وتوجد طرق أخرى مثل استخدام الشعبان (حفر برك على شكل حرف V في الأرض) أو زرع الأشجار ببساطة في ثقوب داخل/فوق أنبوب الماء نفسه. تتمكن جذور الشجرة بهذه الطريقة من امتصاص الماء مباشرةً من أنبوب الماء (تستخدم في القنوات والزراعة المائية وغيرها)، وتوجد تقنية مماثلة تستخدم أنابيب شبه مفتوحة (مثل الأحواض المحفورة في مشروع كيتا).

## الآثار الجانبية
لا يخلو استخدام المياه من المشاكل. أدى تخضير الصحراء عن طريق نظام الري التابع لسلطة وادي أرغنداب وهلمند في أفغانستان إلى تقليل تدفق المياه من نهر هلمند إلى بحيرة هامون بشكل كبير، واعتبر هذا، إلى جانب الجفاف، سببًا رئيسيًا للضرر الجسيم الذي أصاب بيئة بحيرة هامون، التي تدهور جزء كبير منها منذ 1999 من أرض رطبة ذات أهمية دولية إلى مسطحات ملحية.

## الأشجار
يعتبر غرس الأشجار عنصرًا رئيسيًا لتخضير الصحراء. تخزن الأشجار المياه، وتمنع انجراف التربة بفعل الرياح، وترفع المياه من طبقات المياه الجوفية الأساسية، وتقلل التبخر بعد المطر، وتجذب الحيوانات (وبالتالي تزيد الخصوبة عن طريق برازها)، ويمكن أن تؤدي إلى زيادة هطول الأمطار (عن طريق خفض درجة الحرارة والتأثيرات الأخرى)، إذا كانت المساحة المزروعة كبيرة كفايةً.
يمكن أن توفر المباني جميع الآثار المفيدة التي توفرها الأشجار لتخضير الصحراء. يعد التظليل بواسطة المباني مثالًا على التأثير الساكن، بينما يعتبر ضخ المياه من طبقات المياه الجوفية مثالًا على التأثير النشط الذي تحققه تكنولوجيا المباني. تعد دفيئة آي بي تي إس (دفيئة النظام الحيوي المعماري المتكامل) مثالًا على المبنى المصمم لتوفير جميع الآثار المفيدة للغابات الطبيعية في الصحراء.